# Collegio di Devizes
Devizes è stato un collegio elettorale inglese situato nel Wiltshire e rappresentato alla Camera dei comuni del parlamento del Regno Unito. Eleggeva un membro del parlamento con il sistema maggioritario a turno unico; il collegio è stato abolito in occasione della revisione periodica del 2024.

## Estensione
- 1885–1918: i Borough di Devizes e Marlborough, le divisioni sessionali di Devizes, Everley, Pewsey, Marlborough e Ramsey, e parte della divisione sessionale di Pewsey.
- 1918–1950: i Borough di Devizes e Marlborough, i distretti rurali di Devizes, Marlborough, Pewsey e Ramsbury, e parte del distretto rurale di Highworth.
- 1950–1983: i Borough di Devizes e Marlborough, e i distretti rurali di Devizes, Highworth, Marlborough and Ramsbury e Pewsey.
- 1983–1997: il distretto di Kennet, e i ward del Borough di Thamesdown di Blunsdon, Chiseldon, Covingham, Highworth, Ridgeway, St Margaret, St Philip e Wroughton.
- 1997–2010: il distretto di Kennet, i ward del distretto di North Wiltshire di Calne Abberd, Calne Central, Calne North, Calne North East, Calne South e Calne Without, e i ward del distretto di West Wiltshire di Blackmore Forest, Melksham Forest, Melksham Lambourne, Melksham Roundpoint, Melksham Town e Melksham Woodrow.
- 2010-2024: il distretto di Kennet, e i ward del distretto di Salisbury di Bulford e Durrington.

Il collegio di Devizes includeva Devizes nel Wiltshire, e l'ex distretto di Kennet, che comprendeva le città di Marlborough, Durrington e Tidworth.

## Membri del parlamento dal 1868
| Elezione | Elezione           | Deputato         | Partito          |
| -------- | ------------------ | ---------------- | ---------------- |
|          | 1868               | Thomas Bateson   | Conservatore     |
| 1885     | Walter Long        |                  | Conservatore     |
|          | 1892               | Charles Hobhouse | Liberale         |
|          | 1895               | Edward Goulding  | Conservatore     |
|          | 1906               | Francis Rogers   | Liberale         |
|          | Gen 1910           | Basil Peto       | Conservatore     |
| 1918     | Cory Bell          |                  | Conservatore     |
|          | 1923               | Eric Macfadyen   | Liberale         |
|          | 1924               | Percy Hurd       | Conservatore     |
| 1945     | Christopher Hollis |                  | Conservatore     |
| 1955     | Percivall Pott     |                  | Conservatore     |
| 1964     | Charles Morrison   |                  | Conservatore     |
| 1992     | Michael Ancram     |                  | Conservatore     |
| 2010     | Claire Perry       |                  | Conservatore     |
| 2019     | Danny Kruger       |                  | Conservatore     |
|          | 2024               | Collegio abolito | Collegio abolito |

## Elezioni

### Elezioni negli anni 2010
| Partito                    | Partito                                   | Candidato                  | Risultati 12 dicembre 2019 | Risultati 12 dicembre 2019 |
| Partito                    | Partito                                   | Candidato                  | Voti                       | %                          |
| -------------------------- | ----------------------------------------- | -------------------------- | -------------------------- | -------------------------- |
|                            | Conservatore                              | Danny Kruger               | 32 140                     | 63,09                      |
|                            | Lib Dem                                   | Jo Waltham                 | 8 157                      | 16,01                      |
|                            | Laburista                                 | Rachael Schneider          | 7 838                      | 15,39                      |
|                            | Verdi                                     | Emma Dawnay                | 2 809                      | 5,51                       |
|                            |                                           |                            |                            |                            |
| Iscritti                   | Iscritti                                  | Iscritti                   | 73 372                     | 100,00                     |
| ↳ Votanti (% su iscritti)  | ↳ Votanti (% su iscritti)                 | ↳ Votanti (% su iscritti)  | 50 954                     | 69,45                      |
| ↳ Astenuti (% su iscritti) | ↳ Astenuti (% su iscritti)                | ↳ Astenuti (% su iscritti) | 22 418                     | 30,55                      |
|                            |                                           |                            |                            |                            |
|                            | Esito: collegio confermato a Conservatore |                            |                            |                            |

| Partito                    | Partito                                   | Candidato                  | Risultati 8 giugno 2017 | Risultati 8 giugno 2017 |
| Partito                    | Partito                                   | Candidato                  | Voti                    | %                       |
| -------------------------- | ----------------------------------------- | -------------------------- | ----------------------- | ----------------------- |
|                            | Conservatore                              | Claire Perry               | 31 744                  | 62,74                   |
|                            | Laburista                                 | Imtiyaz Shaikh             | 10 608                  | 20,97                   |
|                            | Lib Dem                                   | Chris Coleman              | 4 706                   | 9,30                    |
|                            | UKIP                                      | Timothy Page               | 1 706                   | 3,37                    |
|                            | Verdi                                     | Emma Dawnay                | 1 606                   | 3,17                    |
|                            | Wessex Regionalist                        | Jim Gunter                 | 223                     | 0,44                    |
|                            |                                           |                            |                         |                         |
| Iscritti                   | Iscritti                                  | Iscritti                   | 71 157                  | 100,00                  |
| ↳ Votanti (% su iscritti)  | ↳ Votanti (% su iscritti)                 | ↳ Votanti (% su iscritti)  | 50 593                  | 71,10                   |
| ↳ Astenuti (% su iscritti) | ↳ Astenuti (% su iscritti)                | ↳ Astenuti (% su iscritti) | 20 564                  | 28,90                   |
|                            |                                           |                            |                         |                         |
|                            | Esito: collegio confermato a Conservatore |                            |                         |                         |

| Partito                    | Partito                                   | Candidato                  | Risultati 7 maggio 2015 | Risultati 7 maggio 2015 |
| Partito                    | Partito                                   | Candidato                  | Voti                    | %                       |
| -------------------------- | ----------------------------------------- | -------------------------- | ----------------------- | ----------------------- |
|                            | Conservatore                              | Claire Perry               | 28 295                  | 57,74                   |
|                            | UKIP                                      | David Pollitt              | 7 544                   | 15,39                   |
|                            | Laburista                                 | Chris Watts                | 6 360                   | 12,98                   |
|                            | Lib Dem                                   | Manda Rigby                | 3 954                   | 8,07                    |
|                            | Verdi                                     | Emma Dawnay                | 2 853                   | 5,82                    |
|                            |                                           |                            |                         |                         |
| Iscritti                   | Iscritti                                  | Iscritti                   | 69 217                  | 100,00                  |
| ↳ Votanti (% su iscritti)  | ↳ Votanti (% su iscritti)                 | ↳ Votanti (% su iscritti)  | 49 006                  | 70,80                   |
| ↳ Astenuti (% su iscritti) | ↳ Astenuti (% su iscritti)                | ↳ Astenuti (% su iscritti) | 20 211                  | 29,20                   |
|                            |                                           |                            |                         |                         |
|                            | Esito: collegio confermato a Conservatore |                            |                         |                         |

| Partito                    | Partito                                   | Candidato                  | Risultati 6 maggio 2010 | Risultati 6 maggio 2010 |
| Partito                    | Partito                                   | Candidato                  | Voti                    | %                       |
| -------------------------- | ----------------------------------------- | -------------------------- | ----------------------- | ----------------------- |
|                            | Conservatore                              | Claire Perry               | 25 519                  | 55,07                   |
|                            | Lib Dem                                   | Fiona Hornby               | 12 514                  | 27,00                   |
|                            | Laburista                                 | Junab Ali                  | 4 711                   | 10,17                   |
|                            | UKIP                                      | Patricia Bryant            | 2 076                   | 4,48                    |
|                            | Verdi                                     | Mark Fletcher              | 813                     | 1,75                    |
|                            | Indipendente                              | Martin Houlden             | 566                     | 1,22                    |
|                            | Libertariano                              | Nic Coome                  | 141                     | 0,30                    |
|                            |                                           |                            |                         |                         |
| Iscritti                   | Iscritti                                  | Iscritti                   | 67 354                  | 100,00                  |
| ↳ Votanti (% su iscritti)  | ↳ Votanti (% su iscritti)                 | ↳ Votanti (% su iscritti)  | 46 340                  | 68,80                   |
| ↳ Astenuti (% su iscritti) | ↳ Astenuti (% su iscritti)                | ↳ Astenuti (% su iscritti) | 21 014                  | 31,20                   |
|                            |                                           |                            |                         |                         |
|                            | Esito: collegio confermato a Conservatore |                            |                         |                         |

### Elezioni negli anni 2000
| Partito                    | Partito                                   | Candidato                  | Risultati 5 maggio 2005 | Risultati 5 maggio 2005 |
| Partito                    | Partito                                   | Candidato                  | Voti                    | %                       |
| -------------------------- | ----------------------------------------- | -------------------------- | ----------------------- | ----------------------- |
|                            | Conservatore                              | Michael Ancram             | 27 253                  | 48,54                   |
|                            | Lib Dem                                   | Fiona Hornby               | 14 059                  | 25,04                   |
|                            | Laburista                                 | Sharon Charity             | 12 519                  | 22,30                   |
|                            | UKIP                                      | Alan Wood                  | 2 315                   | 4,12                    |
|                            |                                           |                            |                         |                         |
| Iscritti                   | Iscritti                                  | Iscritti                   | 86 113                  | 100,00                  |
| ↳ Votanti (% su iscritti)  | ↳ Votanti (% su iscritti)                 | ↳ Votanti (% su iscritti)  | 56 146                  | 65,20                   |
| ↳ Astenuti (% su iscritti) | ↳ Astenuti (% su iscritti)                | ↳ Astenuti (% su iscritti) | 29 967                  | 34,80                   |
|                            |                                           |                            |                         |                         |
|                            | Esito: collegio confermato a Conservatore |                            |                         |                         |

| Partito                    | Partito                                   | Candidato                  | Risultati 7 giugno 2001 | Risultati 7 giugno 2001 |
| Partito                    | Partito                                   | Candidato                  | Voti                    | %                       |
| -------------------------- | ----------------------------------------- | -------------------------- | ----------------------- | ----------------------- |
|                            | Conservatore                              | Michael Ancram             | 25 159                  | 47,25                   |
|                            | Laburista                                 | Jim Thorpe                 | 13 263                  | 24,91                   |
|                            | Lib Dem                                   | Helen Frances              | 11 756                  | 22,08                   |
|                            | UKIP                                      | Alan Wood                  | 1 521                   | 2,86                    |
|                            | Indipendente                              | Ludovic Kennedy            | 1 078                   | 2,02                    |
|                            | Monster Raving Loony                      | Long Tall Sally Potter     | 472                     | 0,89                    |
|                            |                                           |                            |                         |                         |
| Iscritti                   | Iscritti                                  | Iscritti                   | 82 942                  | 100,00                  |
| ↳ Votanti (% su iscritti)  | ↳ Votanti (% su iscritti)                 | ↳ Votanti (% su iscritti)  | 53 249                  | 64,20                   |
| ↳ Astenuti (% su iscritti) | ↳ Astenuti (% su iscritti)                | ↳ Astenuti (% su iscritti) | 29 693                  | 35,80                   |
|                            |                                           |                            |                         |                         |
|                            | Esito: collegio confermato a Conservatore |                            |                         |                         |

## Risultati dei referendum

### Referendum sulla permanenza del Regno Unito nell'Unione europea del 2016
|             | Collegio | Lasciare UE % | Rimanere in UE % |
| ----------- | -------- | ------------- | ---------------- |
|             | Devizes  | 51,4%         | 48,6%            |
| Inghilterra | 53,3%    | 46,7%         |                  |
| Regno Unito | 51,9%    | 48,1%         |                  |